# Edisonův závit

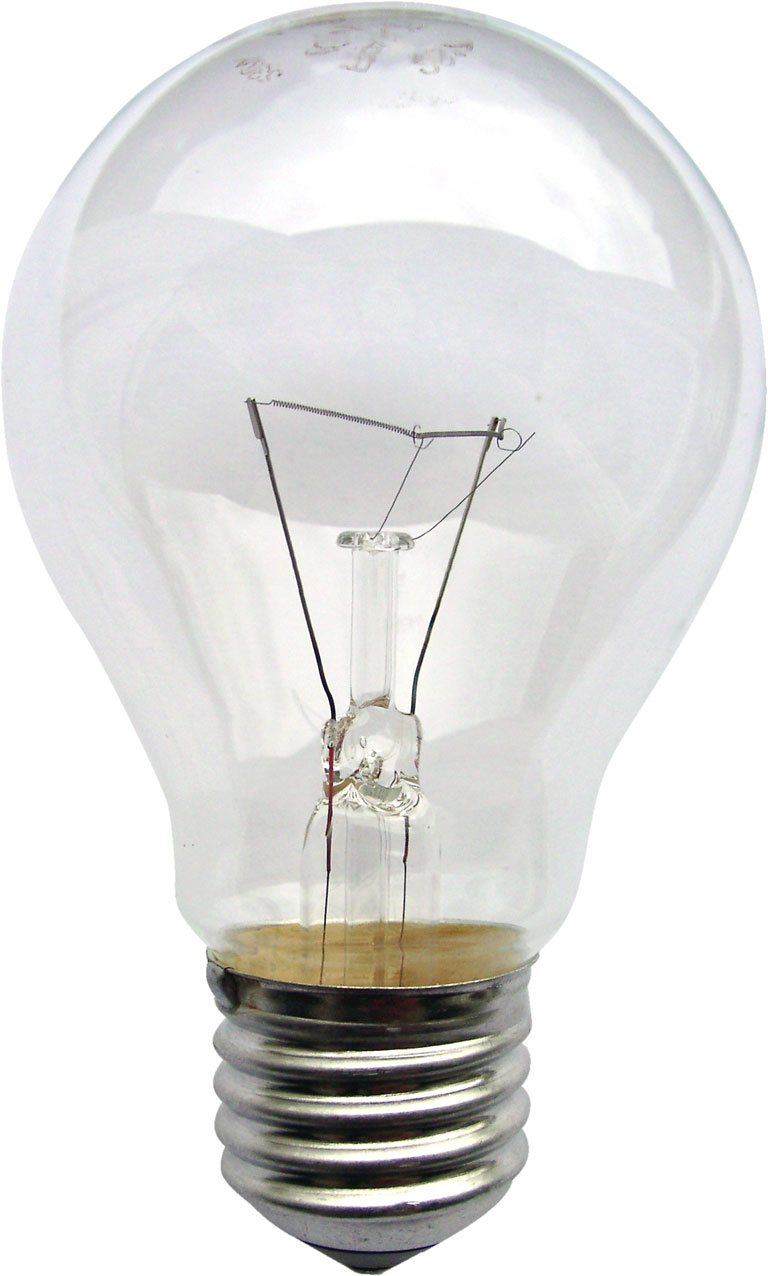
Žárovka se závitem E27

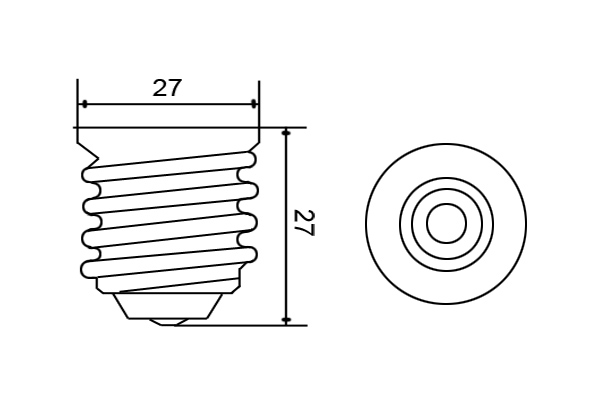
Závit E27

Edisonův závit je závit se zaoblením (profil je složen z kruhových oblouků), takže nemá ostré hrany. Značí se velkým písmenem E, za nímž následuje číslovka udávající průměr v mm. Edison jím roku 1881 vybavil žárovku. Závit patří mezi standardizované závity.
Příklady užití s uvedením hovorového názvu v závorkách:
- E5,5 — různé kontrolky chodu, modelářství
- E10 — ruční svítilny (trpasličí)
- E14 — malá svítidla, na síťové napětí 230 V (mignon),
- E27 — svítidla na síťové napětí 230 V, lze se s ním setkat nejčastěji (žárovky, kompaktní zářivky, LED „žárovky“, výbojky do 125 W), hlavice keramických pojistek DIAZED DII, 2A až 25A
- E33 — hlavice keramických pojistek DIAZED DIII, 35A až 63A
- E40 — žárovky a výbojky s většími výkony (goliáš)

Pro napětí 120 V se používají závity E11, E12, E17, E26, E26d (s dodatečným kontaktem pro dvouvláknové žárovky) a E39. Existují i závity E16 a E18 pro hlavice některých pojistek DI a D02.